# Mirko Englich
Mirko Englich (ur. 28 sierpnia 1978 roku w Witten) – niemiecki zapaśnik walczący w stylu klasycznym. Do jego największych sukcesów należą: srebrny medal olimpijski na igrzyskach w Pekinie w 2008 roku, dwukrotne wicemistrzostwo Europy (2003, 2008) oraz mistrzostwo Europy juniorów (1998). Mistrz świata wojskowych w 2003 roku.